# Лейсал, Мартин
Ма́ртин Ле́йсал (чеш. Martin Lejsal; род. 16 сентября 1982, Кыйов) — чешский футболист, вратарь.

## Карьера
Футбольную карьеру начал в 1987 году в молодёжном составе клуба «Врацов», в 1993 году перебрался в «Баник» из Ратишковице, с 1995 года в составе «Свита». Первый взрослый контракт подписал в 1997 году со «Свитом», где закрепился как основной вратарь.
В сентябре 2001 года перебрался в итальянскую «Реджину», однако постоянного места в основе не имел, при этом несколько раз привлекался в молодёжную сборную Чехии. В начале 2004 года на правах аренды был отдан в чешский «Слован» из Либерца, однако провёл в составе всего 2 матча.
В сезоне 2004/05 был отдан в аренду итальянскому клубу «Венеция», где был втянут в коррупционный скандал, в последней игре сезона против «Дженоа», завершившейся со счётом 2:3, был обвинён в сдаче матча за сумму в 250 000 евро, своей вины не признал, однако был дисквалифицирован на 5 месяцев. Незадолго до скандала перешёл в состав «Падовы», однако из-за наложенной дисквалификации ни одного матча в её составе не провёл.
В 2006 году разорвал действовавший до 2008 года контракт с «Реджиной» и вернулся в Чехию в клуб «Брно», где занял место основного вратаря команды. 15 ноября 2006 года был вызван в национальную сборную Чехии на матч с Данией, попав в заявку на матч, на поле не вышел.
После трёх сезонов в «Брно», летом 2009 года на правах аренды перебрался в нидерландский «Херенвен», где закрепиться в составе не смог, и в 2010 вновь вернулся в «Брно».
В январе 2011 года, после просмотра на первом предсезонном сборе, подписал контракт с клубом «Ростов», где сразу же получил травму руки. Врачами «Ростова» был неверно определён характер повреждения, и травма стала хронической. В августе 2011 года по обоюдному согласию контракт с клубом был расторгнут. Осенью Лейсал был вынужден завершить карьеру.